# Định lý Casey
Trong hình học phẳng, định lý Casey, được biết đến như một mở rộng định lý Ptoleme, được đặt theo tên nhà toán học người Ai Len John Casey.

## Nội dung của định lý

Cho {\displaystyle \,O} là một đường tròn có bán kính {\displaystyle \,R}. Cho {\displaystyle \,O_{1},O_{2},O_{3},O_{4}} là bốn đường tròn theo thứ tự không cắt nhau cùng ở trong (hoặc cùng ở ngoài) và tiếp xúc với đường tròn {\displaystyle \,O}. Định nghĩa {\displaystyle \,t_{ij}} là độ dài tiếp tuyến ngoài của các đường tròn {\displaystyle \,O_{i},O_{j}}. Khi đó:
{\displaystyle \,t_{12}\cdot t_{34}+t_{14}\cdot t_{23}=t_{13}\cdot t_{24}.}
Trong trường hợp các đường tròn {\displaystyle \,O_{1},O_{2},O_{3},O_{4}} suy biến thành một điểm định lý Casey suy biến thành định lý Ptoleme.

## Chứng minh
Chứng minh sau đưa ra bởi Zacharias . Gọi bán kính của đường tròn {\displaystyle \,O_{i}} là {\displaystyle \,R_{i}} và các đường tròn này tiếp xúc với {\displaystyle \,O} tại {\displaystyle \,K_{i}}. Gọi {\displaystyle \,O,O_{i}} là tâm của các đường tròn này.
Theo định lý Pytago
{\displaystyle \,t_{ij}^{2}={\overline {O_{i}O_{j}}}^{2}-(R_{i}-R_{j})^{2}.}
Trong tam giác {\displaystyle \,O_{i}OO_{j}}, áp dụng định lý cos chúng ta có độ dài của {\displaystyle \,K_{i},K_{j}}
{\displaystyle {\overline {O_{i}O_{j}}}^{2}={\overline {OO_{i}}}^{2}+{\overline {OO_{j}}}^{2}-2{\overline {OO_{i}}}\cdot {\overline {OO_{j}}}\cdot \cos \angle O_{i}OO_{j}}
Vì các đường tròn {\displaystyle \,O,O_{i}} tiếp xúc nhau:
{\displaystyle {\overline {OO_{i}}}=R-R_{i},\,\angle O_{i}OO_{j}=\angle K_{i}OK_{j}}
Gọi {\displaystyle \,C} là một điểm trên đường tròn {\displaystyle \,O}. Theo định lý sin trong tam giác {\displaystyle \,K_{i}CK_{j}} ta có:
{\displaystyle {\overline {K_{i}K_{j}}}=2R\cdot \sin \angle K_{i}CK_{j}=2R\cdot \sin {\frac {\angle K_{i}OK_{j}}{2}}}
Do đó:
{\displaystyle \cos \angle K_{i}OK_{j}=1-2\sin ^{2}{\frac {\angle K_{i}OK_{j}}{2}}=1-2\cdot \left({\frac {\overline {K_{i}K_{j}}}{2R}}\right)^{2}=1-{\frac {{\overline {K_{i}K_{j}}}^{2}}{2R^{2}}}}
Từ các đẳng thức trên ta có:
{\displaystyle {\overline {O_{i}O_{j}}}^{2}=(R-R_{i})^{2}+(R-R_{j})^{2}-2(R-R_{i})(R-R_{j})\left(1-{\frac {{\overline {K_{i}K_{j}}}^{2}}{2R^{2}}}\right)}
{\displaystyle {\overline {O_{i}O_{j}}}^{2}=(R-R_{i})^{2}+(R-R_{j})^{2}-2(R-R_{i})(R-R_{j})+(R-R_{i})(R-R_{j})\cdot {\frac {{\overline {K_{i}K_{j}}}^{2}}{R^{2}}}}
{\displaystyle {\overline {O_{i}O_{j}}}^{2}=((R-R_{i})-(R-R_{j}))^{2}+(R-R_{i})(R-R_{j})\cdot {\frac {{\overline {K_{i}K_{j}}}^{2}}{R^{2}}}}
Cuối cùng ta có độ dài các đoạn tiếp tuyến là:
{\displaystyle t_{ij}={\sqrt {{\overline {O_{i}O_{j}}}^{2}-(R_{i}-R_{j})^{2}}}={\frac {{\sqrt {R-R_{i}}}\cdot {\sqrt {R-R_{j}}}\cdot {\overline {K_{i}K_{j}}}}{R}}}
Áp dụng định lý Ptoleme cho tứ giác nội tiếp {\displaystyle \,K_{1}K_{2}K_{3}K_{4}} vế trái đẳng thức trên ta có:
{\displaystyle t_{12}t_{34}+t_{14}t_{23}={\frac {1}{R^{2}}}\cdot {\sqrt {R-R_{1}}}{\sqrt {R-R_{2}}}{\sqrt {R-R_{3}}}{\sqrt {R-R_{4}}}\left({\overline {K_{1}K_{2}}}\cdot {\overline {K_{3}K_{4}}}+{\overline {K_{1}K_{4}}}\cdot {\overline {K_{2}K_{3}}}\right)}
{\displaystyle ={\frac {1}{R^{2}}}\cdot {\sqrt {R-R_{1}}}{\sqrt {R-R_{2}}}{\sqrt {R-R_{3}}}{\sqrt {R-R_{4}}}\left({\overline {K_{1}K_{3}}}\cdot {\overline {K_{2}K_{4}}}\right)=t_{13}t_{24}}
Định lý được chứng minh.

## Ứng dụng
Định lý Casey được sử dụng nhiều trong các bài báo về Hình học phẳng. Ví dụ định lý Casey được sử dụng để chứng minh định lý Feuerbach.